# Ghisa lamellare
La ghisa lamellare o ghisa grigia costituisce la tipologia di ghisa più diffusa ed è prodotta con la fusione di rottame di ghisa e di acciaio, con l'aggiunta di elementi grafitizzanti (carbonio (C) compreso tra il 2,5% e il 4% in peso, silicio (Si) tra l'1% e il 3% sempre in peso, fosforo (P): il silicio è l'elemento grafitizzante per eccellenza.
A causa delle lamelle, del silicio e del fosforo, spesso si ha fragilità; per ridurla si inocula il bagno con CaSi, che favorisce la nucleazione eterogenea e quindi la formazione di lamelle corte. In ogni caso la fragilità indotta dalla grafite in lamelle mette in secondo piano la costituzione perlitica o ferritica della matrice metallica e rende inutile parlare di snervamento, duttilità e resilienza.
La quantità di grafite è inversamente proporzionale alla velocità di raffreddamento.
Secondo le norme UNI le ghise sono denominate con la sigla GJL seguita dalla tensione minima in MPa.

## Trattamenti termici
Per quanto riguarda i trattamenti termici:
- la ricottura decompone i carburi ledeburitici e aumenta quindi la truciolabilità;
- la normalizzazione trasforma la ferrite in perlite, aumentando la resistenza all'usura;
- la tempra ad induzione è effettuata sulle guide dei basamenti di macchine utensili.

## Vantaggi
- ottima colabilità, grazie alla vicinanza alla composizione eutettica;
- ottima truciolabilità, grazie alla grafite;
- ottimo smorzamento delle vibrazioni, grazie alle lamelle di grafite;
- resistenza allo scagliamento fino a 300 °C circa.

## Svantaggi
- non sono saldabili, in quanto le lamelle di grafite amplificano le tensioni interne che si creano durante il processo di saldatura;
- fragilità.

## Impieghi
Utilizzi: industria motoristica, caldaie, termosifoni, basamenti, scale di macchine utensili, valvolame...

## Designazione
Secondo la norma europea UNI EN 1561 la ghisa grigia nell'Unione Europea viene indicata con la sigla GJL seguita da un numero che indica la resistenza minima a trazione (Rm) in MPa - es. GJL-250.
Precedentemente le ISO R185 indicavano la ghisa grigia con un numero per la resistenza minima a trazione in 10-1 MPa - es. 25
In Italia invece, prima dell'entrata in vigore delle norme comunitarie, la ghisa lamellare (UNI 5007) veniva indicata con la sigla G seguita dal valore della resistenza minima a trazione in n Kg/mm2 pari a 10-1MPa - es. G 25
Di seguito vengono elencate le designazione delle ghise grigie secondo altre normative:
- La norma tedesca DIN 1691 designa la ghisa grigia con il simbolo alfanumerico GG seguito dalla resistenza minima a trazione in 101 MPa - es. GG 25.
- La norma croata HRN designa la ghisa grigia con il simbolo alfanumerico SL seguito dalla resistenza minima a trazione in 101 MPa - es. SL 25.
- La norma francese NF A32-101 designa la ghisa grigia con il simbolo alfanumerico FG seguito dalla resistenza minima a trazione in 101 MPa - es. FG 25.
- La norma americana ASTM A48 designa la ghisa lamellare indicandola con il simbolo alfanumerico GR (grade) eseguito dal valore della resistenza minima a trazione espressa in ksi - es. GR 35.
- La norma giapponese JIS G5501 designa la ghisa grigia con il simbolo FC seguito dalla resistenza minima a trazione espressa in MPa - es. FC 250.
- La norma cinese GB 9439 designa la ghisa grigia con il simbolo HT seguito dalla resistenza minima a trazione espressa in MPa  - es. HT 250.
- La norma britannica BS 1452 designa la ghisa lamellare indicandola con il simbolo alfanumerico GR  (grade) seguito dalla resistenza minima a trazione ksi (britannici)- es GR 17